# Quartet de corda en fa major (Ravel)
El Quartet de corda en fa major és una obra musical composta per Maurice Ravel entre 1902 i 1903 i que consta de quatre moviments.

## Història
Compost entre el desembre de 1902 i l'abril de 1903, i estrenat el 5 de març de 1904 pel quartet Heyman en un concert de la Société Nationale a la Schola Cantorum. Dedicat al seu amic i professor Gabriel Fauré. Primera edició de Gabriel Astruc el 1904; edició definitiva de Durand en 1910.
El quartet no va ser ben acollit i va obtenir crítiques contraposades. Fauré va criticar durament l'obra (especialment el quart moviment: “atrofiat, mal balancejat; en resum, un error”). En canvi, Debussy va escriure a Ravel el 1905 dient-li: “En el nom de la Música i de mi mateix, que no et passi pel cap canviar ni una sola nota del teu quartet”. Sembla que el pas del temps ha donat la raó a Debussy, ja que el quartet s'ha fet un lloc entre les obres mestres del gènere.

## L'obra
Ravel va prendre com a referència el quartet que va escriure Debussy una dècada abans. El quartet segueix estrictament la clàssica estructura en quatre moviments. Encara que Ravel tenia tan sols 28 anys quan el va compondre, hi apareix perfectament definit l'estil del compositor, amb la seva “precisió de rellotger” i les seves sonoritats típicament recognoscibles.
Marcel Marnat comenta que “[…] Per la seva fermesa resolta i per la seva lluminositat adolescent, el Quartet de Ravel se'ns ofereix com un dels gèrmens d'aquesta revolució inexorable del vague al geometrisme, excloent, no obstant això, aquesta angulositat glacial tan característica de l'art de 1925. I aquesta cura per ser fluid però no enrevessat, per ser estable sense ser brutal ni simplista, és el signe de tot un nou gir de la vida”. ('Maurice Ravel', 1986)
El mateix compositor va dir de la seva obra: “El meu Quartet en fa major respon a un desig de construcció musical que indubtablement està realitzat inadequadament, però que emergeix molt més clarament que en les meves composicions precedents”.

## Moviments
- Allegro Moderato. Forma sonata. Ambient refinat i preciosista.
- Assez vif – Très rythmé. A manera de Scherzo. Destaca pel joc ambigu dels pizzicatos entre ritme binari i ternari. Cert parentiu amb el quartet de Debussy.
- Très lent. Moviment lent contrastant.
- Vif et Agité. Finale que reutilitza els temes del primer moviment i que resulta un remolí potser superficial (per on van poder venir les crítiques).

Té una durada aproximada de 30 minuts.